# دانيل جوميز ألكون
دانيل جوميز ألكون (بالإسبانية: Daniel Gómez Alcón)‏ (مواليد 30 يوليو 1998) هو لاعب كرة قدم إسباني يلعب كمهاجم في نادي ليفانتي.

## روابط خارجية
- دانيل جوميز ألكون على موقع إي إس بي إن إف سي (الإنجليزية)
- دانيل جوميز ألكون على موقع قاعدة بيانات كرة القدم.إي يو (الإنجليزية)
- دانيل جوميز ألكون على موقع Soccerbase.com (لاعب) (الإنجليزية)
- دانيل جوميز ألكون على موقع Soccerway.com (الإنجليزية)
- دانيل جوميز ألكون على موقع عالم كرة القدم.نت (الإنجليزية)